# 大分大学教育学部附属小学校
大分大学教育学部附属小学校（おおいただいがくきょういくがくぶふぞくしょうがっこう, Elementary School Attached to Faculty of Education  Welfare and Science, Oita University）は、大分県大分市王子新町にある、大分大学 教育学部（北緯33度10分32.5秒 東経131度36分47.1秒 / 北緯33.175694度 東経131.613083度）附属の国立小学校。
2016年（平成28年）4月の学部名改称により、1999年（平成11年）以来17年ぶりに「大分大学教育学部附属小学校」の名称に戻った。

## 概要
歴史
1883年（明治16年）、大分県師範学校内に開校した附属小学校を前身とする。2008年（平成20年）に創立125周年を迎えた。
校訓
「仲よくすすむ子（ハートマン）・明るくまなぶ子（アイデアマン）・楽しくはげむ子（ファイトマン）」
校章
桜の花の絵を背景に、校名の「附小」の文字（縦書き）を置く。
校歌
1：あの嶺もこの丘も緑にあけて大分の
教えの花のさきみつ窓に
ああ目指すもの遠く大きく
ハツラツの希望に燃えて明るく学ぶ私らの
附属 附属 附属小学校
2：あの川もこの海も煌めき渡り大分の
教えの泉湧き出る庭に
ああ来たうもの強くおおしく
たくましい力に溢れ楽しく励む私らの
附属 附属 附属小学校
3：あの雲もこの風も光に満ちて大分の
教えの道を極めるそのに
ああ磨くもの清く正しく
栄行く歴史を継いで仲良く進む私らの
附属 附属 附属小学校
作詞　藤原　信
作曲　立川　清登

## 沿革
- 1883年（明治16年）4月 - 大分県師範学校内に附属小学校を創立。
- 1897年（明治30年）4月 - 附属小学校規則を改正し、5学級を7学級に増設。
- 1898年（明治31年）9月 - 師範学校の移転とともに、春日浦に校舎を移転。
- 1904年（明治37年）4月 - 10学級に増設。
- 1911年（明治44年）4月 - 大分県女子師範学校に附属小学校（4学年）を設置。
- 1920年（大正9年）11月 - 皇太子が来校し、体操・遊戯を参観。
- 1922年（大正11年）- 児童保護者会（現・PTA）を創設。
- 1925年（大正14年）4月 - 15学級に増設し、初めて学校看護婦を配置。
- 1928年（昭和3年）- 児童研究室を設置。
- 1935年（昭和10年）5月 - 文部大臣松田源治が来校・視察。
- 1941年（昭和16年）4月 - 国民学校令により、附属小学校を「附属国民学校」と改称。
- 1945年（昭和20年）
  - 7月 - 空襲により、校舎が全焼。
  - 9月 - 大分師範学校男子部・女子部ともに上野海軍航空廠官舎跡に移転し、授業を再開。
- 1947年（昭和22年）1月 - 附属国民学校を廃止し、大分市と3ヶ月の契約で大分市立南大分小学校を代用附属小学校とする。
- 1949年（昭和24年）
  - 4月 - 駐留軍跡に「大分師範学校附属小学校」を開設し、給食を開始。12学級と特別学級（現・特別支援学級）を設置。
  - 5月 - 新制大学大分大学の発足に伴い、「大分大学大分師範学校附属小学校」と改称。
- 1951年（昭和26年）5月 - 大分師範学校の廃止に伴い、「大分大学学芸学部附属小学校」と改称。
- 1954年（昭和29年）4月 - 18学級に増設。
- 1955年（昭和30年）7月 - PTAの寄贈で、学校図書館が完成。
- 1962年（昭和37年）9月 - 新校舎が完成。
- 1963年（昭和38年）1月 - 管理棟が完成。
- 1964年（昭和39年）3月 - 体育館が完成。
- 1966年（昭和41年）4月 - 学部改称に伴い、「大分大学教育学部附属小学校」と改称。
- 1968年（昭和43年）4月 - 教育学部移転のため、校地を西側に拡張。
- 1971年（昭和46年）3月 - プールが完成。学校緑地工事が完了。
- 1972年（昭和47年）
  - 1月 - 正門・南門が完成。
  - 10月 - 大運動場が完成。
  - 12月 - 暖房設備が完成。
- 1973年（昭和48年）4月 - 特殊学級が分離し、大分大学教育学部附属養護学校（現・大分大学教育学部附属特別支援学校）として独立。
- 1980年（昭和55年）5月 - 南校舎が完成。
- 1982年（昭和57年）10月 - 創立百周年記念像「翔け附属の子」を設置。
- 1986年（昭和61年）6月 - アスレチックと「はばたきの森」が完成。
- 1991年（平成3年）
  - 3月 - アスレチックコンビネーション遊具が完成。
  - 9月 - パプアニューギニア教育団が来校。
- 1992年（平成4年）5月 - 動物ふれあい広場が完成。オーケストラ部が創設。
- 1996年（平成8年）3月 - コンピュータ室を整備。
- 1998年（平成10年）8月 - NHK音楽コンクールで金賞を受賞。（2000年（平成12年）まで3年連続で金賞を受賞。）
- 1999年（平成11年）4月 - 学部改称に伴い、「大分大学教育福祉科学部附属小学校」に改称。太陽光発電装置を設置。
- 2004年（平成16年）4月 - 国立大学法人化。
- 2012年（平成24年）4月 - この時の入学生より35人学級となる予定[1]。
- 2016年（平成28年）4月1日 - 学部改称に伴い、「大分大学教育学部附属小学校」（現校名）に改称。
- 2021年（令和3年）4月-1人1台端末（iPad）の利用開始。

## 学校行事
3学期制
1学期
- 4月 - 始業式、入学式、身体測定、お見知り遠足、附属四校園子ども集会
- 5月 - 大分大学教育福祉科学部 教育実習、春季大運動会
- 6月 - プール開き、6年修学旅行、教育実習
- 7月 - 終業式、家庭訪問
- 8月 - 夏休み

2学期
- 9月 - 始業式、教育実習
- 10月 - 親子ふれあいデー
- 12月 - 歌声発表会、終業式、冬休み

3学期
- 1月 - 始業式、附属中学入試、附属小入試
- 2月 - 公開研究発表会、お別れ遠足
- 3月 - 学習発表会、卒業式、修了式、春休み

## 不祥事

### 元PTA事務員 910万円着服
- 令和3年度から令和5年度にかけて、元女性PTA事務員が物品購入に見せかけ、PTA会費910万円を着服した。元事務員は投資及びギャンブル、生活費にこの資金を流用し、令和5年に退職した。学校側は2月28日に臨時保護者会を開き、事の顛末を当時の保護者に説明した。

## 交通アクセス
最寄りの鉄道駅
- JR九州 日豊本線 「大分駅」・「西大分駅」

上記2駅のほぼ中間に位置している。

最寄りのバス停
- 「大分市営グランド前」バス停
  - 大分バス - 大分駅前より、「県立図書館（田室町）」行きのバスに乗車。
  - 大分交通 - 大分駅前より、「青葉台（田室町）」行きのバスに乗車。

最寄りの道路
- 国道10号

## 周辺
- 大分大学教育福祉科学部附属幼稚園・中学校・特別支援学校
- 大分市立王子中学校
- 大分県立大分西高等学校
- 大分県立図書館
- 大分市総合運動公園

## 著名な出身者
- 瀧廉太郎 - 作曲家、音楽家
- 大江志乃夫 - 歴史学者、茨城大学名誉教授、大佛次郎賞